# Onkisalmi
Onkisalmi är en del av sjön Orivesi i Finland.   Den ligger i landskapet Norra Karelen, i den sydöstra delen av landet, 300 km nordost om huvudstaden Helsingfors. Onkisalmi ligger 89 meter över havet.